# Benson Whitney

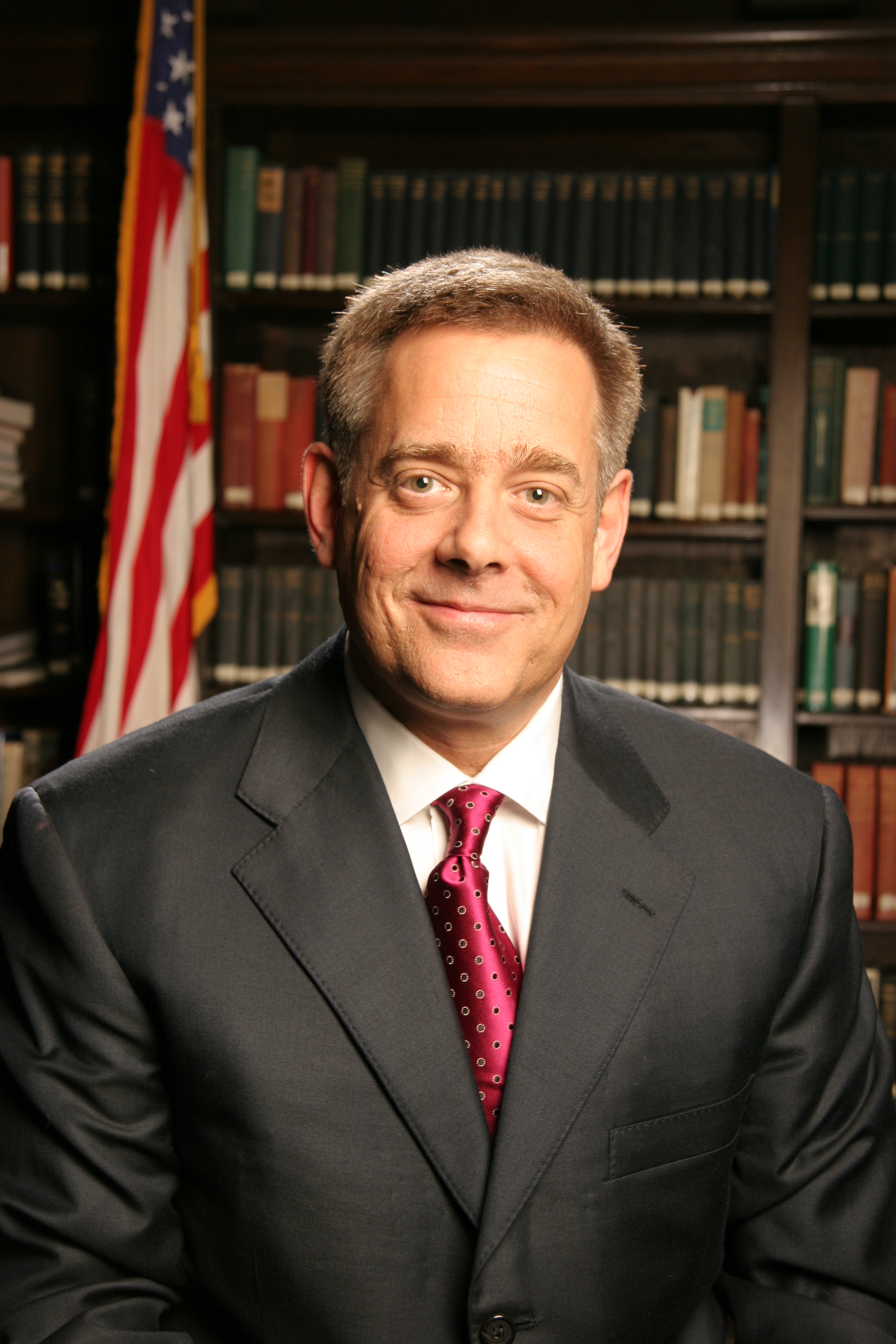
Benson Whitney

Benson Kelley Whitney (* 17. August 1956 in Saint Paul, Minnesota) ist ein US-amerikanischer Diplomat. Er war von 2006 bis 2009 Botschafter der Vereinigten Staaten in Norwegen.

## Leben
Benson Whitney machte einen Bachelor-Abschluss (magna cum laude) am Vassar College sowie einen Juris Doctor an der Law School der University of Minnesota. Bei seinem Abschluss in Rechtswissenschaft gehörte er zu den besten zehn Prozent seines Jahrganges. Nach dem Studium war er Rechtsanwalt in Minneapolis mit Spezialisierung auf Gesundheitswesen, Kabelfernsehen und Wahlrecht, arbeitete danach als Partner für den Gideon Hixon Fund, anschließend als Präsident der Minnesota Venture Capital Association, einem Dachverband der Risikokapital-Wirtschaft. Er engagierte sich unter anderem für das Guthrie Theater in Minneapolis, die Organisation Wilderness Inquiry, den Persephone Fund, den Headwater Fund und die republikanische Interessensgruppe Minnesotans for Term Limits. In der Basilica of Saint Mary in Minneapolis war er Liturgical Minister.
Benson Whitney ist verheiratet und hat eine Tochter sowie drei Söhne.

## Politisches Engagement
Bei der Wahl zum US-Senat 2002 war er Wahlkampfleiter des Kandidaten der Republikanischen Partei, des damaligen Bürgermeisters von Saint Paul, Norm Coleman, der diese Wahl gegen Walter Mondale gewann. Bei der Präsidentschaftswahl in den Vereinigten Staaten 2004 war Benson Whitney Wahlkampfleiter in Minnesota für die Wiederwahl George W. Bushs.

## Diplomatischer Werdegang
Am 23. September 2005 wurde Benson Whitney von George W. Bush für den US-amerikanischen Botschafterposten in Oslo vorgeschlagen. Der US-Senat bestätigte diesen Vorschlag am 28. Oktober 2005. Am 28. November 2005 wurde Whitney von Außenministerin Condoleezza Rice vereidigt und trat sein Amt als Nachfolger von John D. Ong am 12. Januar 2006 an. Botschafter war Whitney bis zum 20. Juni 2009. Sein Nachfolger ist Barry B. White. Benson Whitney wurde am 9. Juni 2009 das Großkreuz des norwegischen Verdienstordens verliehen. Nach dem Dienstende zog Whitney nach Washington, D.C.
Die Veröffentlichung von Depeschen Benson Whitneys nach Washington durch WikiLeaks verursachte in Norwegen einen Skandal. Inhalt waren unter anderem Einschätzungen der Politiker der Regierung Stoltenberg II durch Whitney.